# Morane-Saulnier N
Morane-Saulnier N — francuski jednomiejscowy myśliwiec w konfiguracji jednopłata zbudowany przez Aéroplanes Morane-Saulnier i używany w czasie I wojny światowej. Maszyna została wprowadzona do służby we francuskim Aviation Militaire jako MS.5C.1. w kwietniu 1915 roku. Myśliwiec ten był również wykorzystywany przez cztery eskadry Royal Flying Corps, gdzie nosił nazwę Bullet (ang. kula (pocisk)). Niewielką liczbę maszyn posiadała również Rosja.

## Historia
Samolot Morane-Saulnier typu N powstał na skutek rozwoju górnopłatów tej firmy G i H, dla celów sportowych. Zachowano w nim ich konstrukcję skrzydeł i silnik rotacyjny o stosunkowo niewielkiej mocy 80 KM, lecz skupiono się na poprawie aerodynamiki. Otrzymał kadłub o tradycyjnej drewnianej konstrukcji kratownicowej, ale oprofilowany listewkami i obciągnięty płótnem do przekroju zbliżonego do okrągłego, a za odkrytą kabiną pilota umieszczono owiewkę. Wygląd samolotu wyróżniał wielki stożek śmigła, zakrywający prawie cały silnik, spiczasty na końcu. Pierwszy egzemplarz został zbudowany dla pilota Rolanda Garrosa na zawody lotnicze w Aspern, odbywane od 21 do 28 czerwca 1914. Garros nie był zadowolony z maszyny, mimo że zdobył w zawodach drugą nagrodę pieniężną.
Po wybuchu I wojny światowej, lotnictwo francuskie złożyło w bliżej nieustalonym czasie zamówienie na serię samolotów typu N. Sam Garros latał bojowo samolotem Morane-Saulnier L, w którym po raz pierwszy zastosowano karabin maszynowy strzelający przez śmigło, którego łopaty wyposażono w stalowe kliny odbijające pociski. Garros trafił do niewoli 19 kwietnia 1915, a kilka tygodni później zakłady dostarczyły do Eskadry MS49 pierwszy egzemplarz typu N, który otrzymał pilot Eugene Gilbert i nazwał go „Le Vengeur” (mściciel, na cześć Garrosa). Został on tak samo uzbrojony w karabin maszynowy Hotchkiss Mle 1909 ze śmigłem z klinami. Otrzymał on potem numer MS388. Różnił się on samolotu wyścigowego nieco mniejszym, chociaż nadal bardzo dużym i spiczastym stożkiem śmigła. Dalsze samoloty, poczynając od MS389, otrzymały mniejsze półokrągłe stożki śmigła, dłuższą owiewkę za kabiną i przeprojektowane usterzenie pionowe. Samoloty dla wojska były w dokumentach wytwórni oznaczane jako Nm (być może od militaire), a początkowo lotnictwo oznaczało je jako Morane-Saulnier typ V (5). Były one przez kształt kadłuba powszechnie nazywane słowem monocoque, oznaczającym konstrukcję skorupową, chociaż w rzeczywistości nie miały takiej konstrukcji.
Pomimo zgrabnej i aerodynamicznie zaprojektowanej sylwetki Morane-Saulnier N był myśliwcem trudnym w pilotażu ze względu na zastosowanie do sterowania wychylanych krawędzi spływu zbudowanych z drewna i płótna płatów, a nie jak w innych tego typu maszynach, osobnych lotek, oraz dużej prędkości lądowania. Samoloty wykorzystywane przez Royal Flying Corps miały uzbrojenie zmienione na karabin maszynowy Lewis kalibru 7,7 mm (7 magazynków 47-nabojowych).
Myśliwiec typu N nie był udaną maszyną. Dokładna liczba wyprodukowanych samolotów nie jest znana, podawana jest liczba 49 sztuk, w tym 27 dla Wielkiej Brytanii. Jeden samolot zbudowały rosyjskie zakłady Duks. Następcą był Morane-Saulnier I, wyposażony w mocniejszy silnik i synchronizator karabinu maszynowego. Morane-Saulnier N wycofano ze służby jesienią 1916.
We francuskim lotnictwie samoloty typu N były nieliczne, nie tworzyły odrębnej eskadry, natomiast były przydzielane po kilka do różnych eskadr.
W połowie 1915 roku partia myśliwców typ N została zamówiona przez lotnictwo brytyjskie, będące pod wrażeniem zagrożenia ze strony niemieckich jednopłatów Fokker E.I. Były one tam nazywane nieoficjalnie Bullet (pocisk), z uwagi na ich prędkość. Pierwsze trzy samoloty dla lotnictwa brytyjskiego dostarczono 15-16 września 1915. Samolot został oceniony pozytywnie i dalsze 24 były dostarczone między marcem a czerwcem 1916 roku. Niektóre z nich otrzymały skrzydło o innym profilu, zwiększające prędkość o ok. 8 km/h. Używane były przez dywizjony 24 i 60 RFC.
Przez pilotów francuskich maszyna została ochrzczona nazwą la casserole (fr. patelnia) ze względu na prawie całkowicie obudowany silnik rotacyjny, który był słabo chłodzony powietrzem wpadającym przez małą szczelinę między kadłubem a charakterystyczną aerodynamiczną osłoną śmigła, którą należało zdejmować podczas lata aby silnik się nie przegrzał.